# Comte de Mercie
Comte de Mercie est un titre de noblesse du royaume d'Angleterre aux Xe et XIe siècles.

## Histoire
Le royaume de Mercie est définitivement annexé par le Wessex sous le règne d'Édouard l'Ancien, en 918, mais la Mercie conserve une forte identité régionale. Elle est placée sous l'autorité de plusieurs ealdormen jusqu'au milieu du Xe siècle. Dans les années 950, l'ealdorman Ælfhere étend son autorité sur toute la Mercie.
Le nom ealdorman laisse place à celui de earl (comte) à partir du règne de Knut le Grand. Il se transmet dans la famille de Leofwine, ealdorman d'une partie de la Mercie au tournant du XIe siècle, jusqu'à la conquête normande de l'Angleterre. Le dernier détenteur du titre, Edwin, est tué en 1071 après s'être révolté contre Guillaume le Conquérant.

## Liste

### Ealdormen
- vers 940 – après 951 : Ealhhelm, ealdorman en Mercie
- vers 955 – vers 970 : Æthelstan Rota, ealdorman en Mercie
- 956-983 : Ælfhere, ealdorman en Mercie
- 983-985 : Ælfric Cild, ealdorman de Mercie
- vers 994 – vers 1023/1032 : Leofwine, ealdorman des Hwicce
- 1007-1017 : Eadric Streona, ealdorman de Mercie

### Comtes
- vers 1023/1032 – 1057 : Leofric, fils de Leofwine
- 1057 – vers 1062 : Ælfgar, fils de Leofric
- vers 1062 – 1070 : Edwin, fils d'Ælfgar